# Цецина Деций Албин
Цецина Деций Албин (на латински: Caecina Decius Albinus) e политик на Римската империя.

## Биография
Произлиза от видната фамилия Цецинии, която е от етруски произход от Волтера. Вероятно е син на Агинаций и баща на Цецина Деций Агинаций Албин (praefectus urbi 414 – 415 г.) и дядо на Флавий Цецина Деций Василий (консул 463 г.). Роднина е и на Цецина Деций Агинаций Албин (консул 444 г.).
През 402 г. Цецина е управител на Рим (prefectus urbi). През 402 г. император Хонорий мести столицата на Западната римска империя от Милано в Равена понеже Милано е ограбен от вестготите. Аркадий и Хонорий са консули.